# Bugewitz
Bugewitz er en by og kommune i det nordøstlige Tyskland, beliggende i Amt Anklam-Land i den centrale del af Landkreis Vorpommern-Greifswald. Landkreis Vorpommern-Greifswald ligger i delstaten Mecklenburg-Vorpommern. Ind til 31. december 2004 var kommunen en del af Amt Ducherow. Kommunen er arealmæssigt den største i amtet, men også den med den laveste befolkningstæthed.

## Geografi
Bugewitz ligger øst for Bundesstraße B 109. Anklam er beliggende ca. 15 km mod nordvest og Ueckermünde ca. 18 km øst for kommunen. Mod nordøst grænser kommunen op til (landsbyen Kamp) til Stettiner Haff. Store dele af kommunen er skovdækket.

### Inddeling
I kommunen ligger ud over Bugewitz landsbyerne.
- Bugewitz I
- Lucienhof
- Kalkstein
- Kamp
- Rosenhagen

## Eksterne kilder og henvisninger
- Wikimedia Commons har flere filer relateret til Bugewitz
- Byens side Arkiveret 15. februar 2017 hos  Wayback Machine på amtets websted
- Statistik Arkiveret 15. februar 2017 hos  Wayback Machine